# 6039 Parmenides
6039 Parmenides eller 1989 RS är en asteroid i huvudbältet som upptäcktes den 3 september 1989 av den belgiske astronomen Eric W. Elst vid Haute-Provence-observatoriet. Den är uppkallad efter den grekiske filosofen Parmenides.
Asteroiden har en diameter på ungefär 22 kilometer och den tillhör asteroidgruppen Cybele.